# Neoporus cimicoides
Neoporus cimicoides är en skalbaggsart som först beskrevs av Sharp 1882.  Neoporus cimicoides ingår i släktet Neoporus och familjen dykare. Inga underarter finns listade i Catalogue of Life.